# نشانگر فرابنفش

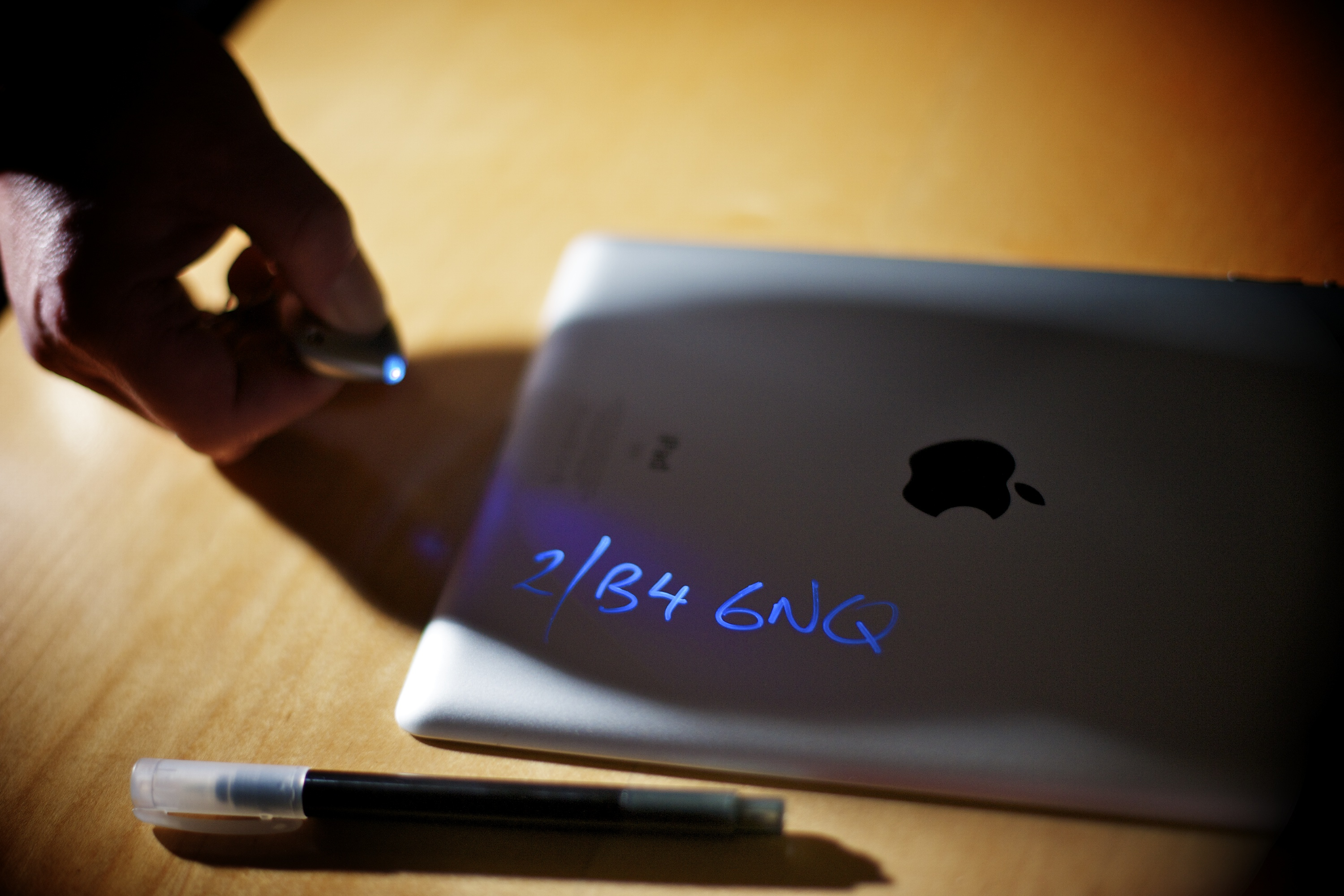
نشانگر UV با لامپ UV LED

نشانگر فرابنفش (به انگلیسی: ultraviolet (UV) marker) قلمی است که نشانه‌های آن فلورسنت اما شفاف است. نشانه‌ها را می‌توان تنها در زیر نور فرابنفش مشاهده کرد. آنها معمولاً در امور امنیتی به منظور شناسایی متعلقات یا جلوگیری از تولید اسکناس غیرمجاز استفاده می‌شوند. امروزه می‌توان قلم‌های UV را در برخی از فروشگاه‌های نوشت‌افزار خریداری نمود تا در صورت سرقت، اقلام با ارزش بالا را با این قلم به‌طور ایمن نشانه‌گذاری کرد.

## ترکیب جوهر

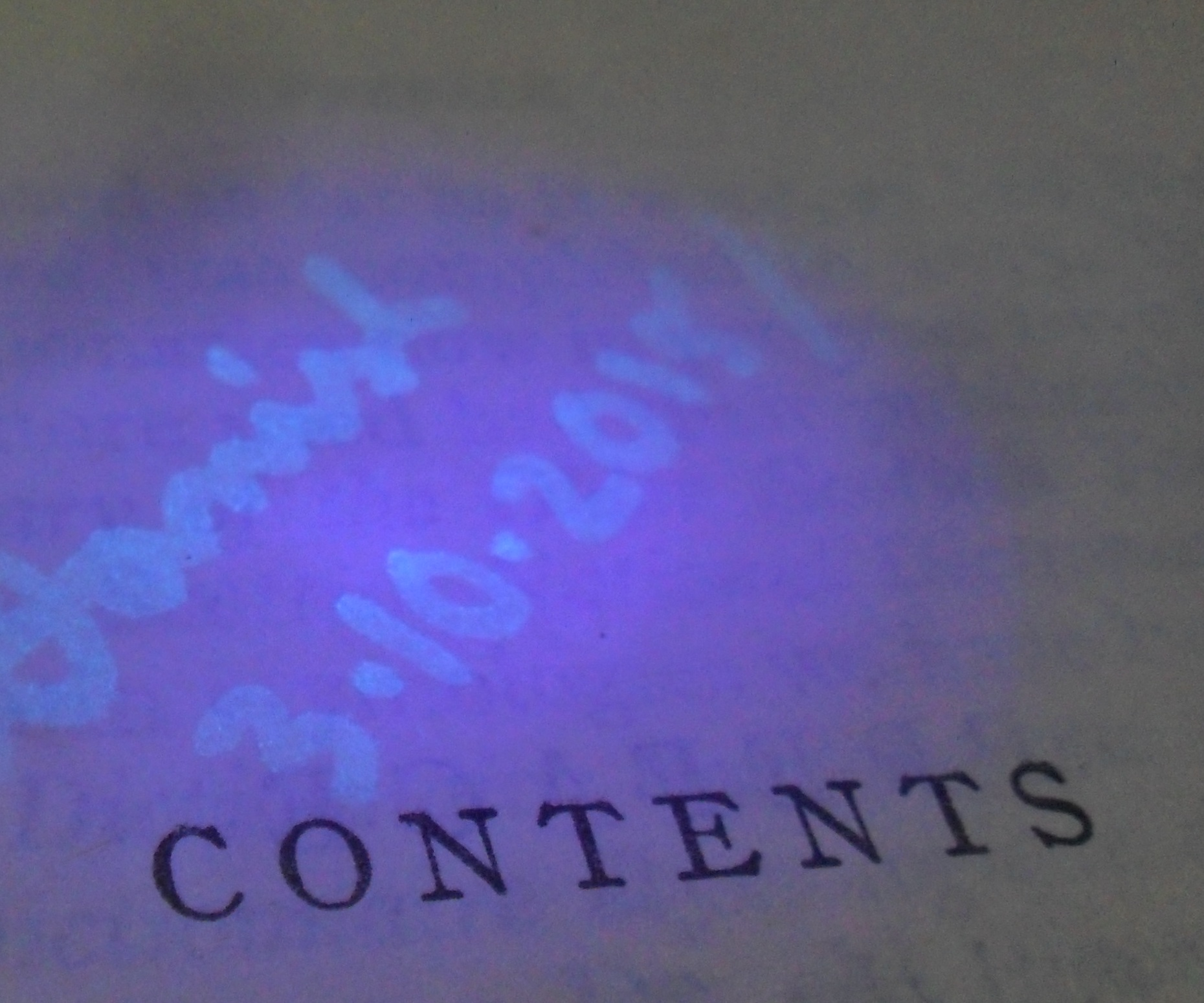
متن نوشته شده با جوهر UV

جوهر مرئی پرتو فرابنفش امروزی از یک جزء فلورسنت متشکل از موادی است که هنگام قرار گرفتن در معرض نور فرابنفش می‌درخشند. جوهرهای قابل مشاهده در مقابل اشعه فرابنفش انواع مختلفی دارند: مات، نیمه مات و نیمه شفاف. هر سه نوع حاوی مونومرهای آکریلیک هستند که شامل یک رقیق کننده و یک آغاز کننده نور برای شرکت در واکنش و پاسخ به اشعه فرابنفش هستند.

## مکانیسم عملکرد
LEDهای UV که نور نزدیک به فرابنفش را ساطع می‌کنند به منظور خواندن پیام‌های نوشته شده توسط نشانگرهای UV استفاده می‌شوند. انرژی تابشی نزدیک به اشعه فرابنفش را نور سیاه که طول موج ۳۸۰ نانومتر دارد نیز می‌نامند، که درست خارج از طیف مرئی قرار دارد. لامپ‌های مورد استفاده پهنای باند بسیار باریکی را در مقایسه با نور سیاه فلورسنت دارند؛ بنابراین ادعا می‌شود که LEDهای UV کاملاً ایمن هستند و هیچ آسیبی به چشم وارد نکرده و همچنین خطر سرطان پوست ندارد. هنگامی که نور سیاه روی جوهر مرئی اشعه فرابنفش تابنده می‌شود، جوهر را فلورسنس کرده به طوری که نور مرئی از خود ساطع می‌کند و نوشته‌ها با چشم غیرم مسل قابل دیدن است.
در برخی موارد، افراد می‌توانند از دستگاه‌های فتوکپی برای ایجاد پیام‌های جوهری قابل مشاهده در برابر UV نیز استفاده کنند، زیرا سر اسکن دستگاه نور UV را ساطع می‌کند.

## کاربردها

### امنیت و احراز هویت
نشانگرهای UV تجاری موجود برای علامت گذاری اشیا به هدف امنیتی صورت می‌گیرد از قبیل بررسی پول تقلبی و علامت گذاری اموال که در صورت سرقت به منظور شناسایی مالک آن وسیله استفاده می‌شوند. همچنین گاهی برای تشخیص اصل یا کپی بودن یک سند استفاده می‌شود.
نشانگرهای UV همچنین به‌طور گسترده‌ای در کارت‌های اعتباری یا بلیط بخت آزمایی به منظور احراز هویت به کار می‌روند تا از جعل شدن آن جلوگیری کنند.
به عنوان مثال، در ایالت ایلینویز، بلیط‌های بخت آزمایی با جوهر نامرئی UV برای تشخیص اصالت آن‌ها مهر می‌شوند. کارت‌های اعتباری با یک لوگو خاص یا با نوع کارت نشانه گذاری می‌شوند. علاوه بر این، کشورهای مختلف از نشانگرهای UV برای ایجاد علائم روی گواهینامه رانندگی و کارت‌های هویت صادر شده توسط دولت استفاده می‌کنند تا بتوانند از صحت آنها اطمینان حاصل کنند. سایر برنامه‌ها شامل خرده فروشانی است که اقلام خود را علامت گذاری می‌کنند تا مشتریانی اقلامی که می‌خواهند مبادله یا بازگردانند را شناسایی کرده تا مربوط به فروشگاه اصلی خودشان باشد.

### پیام‌های مخفی
بسیاری از مردم و سازمان‌ها از نشانگرهای UV به منظور محافظت و پنهان کردن پیام‌هایی حساس که در مقابل دید عموم قرار دارند استفاده می‌کنند. جوهرهای نامرئی به خصوص در زمان جنگ، به‌طور گسترده‌ای توسط نظامیان برای پنهان کردن پیام‌های مخفی و آدرس‌های مهم استفاده می‌شد.
در طول جنگ جهانی دوم، نیز رقابتی بین آزمایشگاه‌ها برای تولید بهترین جوهر نامرئی بین رقیبان و قدرت‌های محور صورت گرفت. هر کدام از آنها به شدت در تلاش بودند تا جوهر نامرئی جدید و بهتری بسازند که فقط توسط یک نور UV تخصصی با طیف بسیار خاصی از طول موج‌ها آشکار شود.

### ارزیابی تمیزی توالت
ناظران ممکن است از نشانگرهای UV برای بررسی اینکه آیا کارکنان توالت را به درستی تمیز کرده‌اند یا نه و همچنین برای نحوه ارزیابی و نمره دهی تمیزی توالت استفاده کنند. نشانگر مورد استفاده در این مورد لوسیونی است که غیر سمی بوده و همچنین محلول در آب است، بنابراین می‌توان آن را به راحتی با محلول‌های آب و صابون از بین برد. نشانگر UV معمولاً در قسمت زیرین صندلی توالت اعمال می‌شود که در نور معمولی اتاق به راحتی قابل مشاهده نیست. توالت بعداً با یک نور فرابنفش دستی بررسی شده تا میزان تمیزی توالت را بتوان رتبه‌بندی کرد. بازرس نمره بصری را اینگونه تعیین می‌کند: ۱ نشان دهنده فلورسانس با شدت کم، ۲ برای متوسط، ۳ برای شدت زیاد و عدد صفر نشان دهنده این است که بدون فلورسانس است. این سیستم امتیازدهی مبتنی بر بازرسی بصری است و در نهایت میانگین نمره تمیزی محاسبه خواهد شد. اگر تمیزکاری انجام نشده باشد، نشانگر فلورسانس شدیدی را نشان می‌دهد که حداقل تا ۷ روز پس از اعمال آن دوام می‌آورد.

## محدودیت‌ها
پیام‌های نوشته شده توسط یک نشانگر UV می‌تواند توسط بینندگان به صورت ناخواسته کشف شود به طوری که تغییری در بازتاب کاغذ وجود داشته باشد، یا یک قلم پیام‌های نوشته شده روی کاغذ را خراش دهد. همچنین می‌توان به بوی جوهر اشاره کرد که امنیت پیام‌های مخفی را کاهش می‌دهد زیرا پیام‌های مخفی توسط حیوانات آموزش دیده به راحتی قابل یافتن است.
نشانگرهای UV نباید روی سطوحی استفاده شوند که احتمال وجود مواد شیمیایی مشابه در جوهر نشانگر UV در آن باشد، مانند کاغذهای کپی با روشنایی بالا. به این علت است که پیام نوشته شده روی سطحی که در زیر نور UV همراه با جوهر فلورسانس شود، ممکن است کنتراست خوبی نداشته باشد؛ بنابراین، برای تعیین نتایج، همیشه باید در منطقه ای نامحسوس آزمایش شود. به همین ترتیب، موقع نوشتن با این نشانگر UV برروی سطوح بسیار صاف و براق، جوهر فقط یک طرح کلی نامشخص از آنچه نوشته شده را نشان می‌دهد که حتی ممکن است به راحتی نیز از بین برود. این به این علت است که جوهر مانند یک تکه کاغذ معمولی از جذب عمیق به درون سطح جلوگیری می‌کند. به علاوه، چنین پیام‌هایی می‌توانند به راحتی با قرار گرفتن در معرض نور قابل مشاهده باشند.
اما برخلاف سایر جوهرهای نامرئی که برای آشکار کردن پیام نیاز به حرارت یا اضافه نمودن مایع شیمیایی روی آن دارند، جوهر نامرئی UV را می‌توان بدون آسیب رساندن یا تغییر سطح کاغذ به سرعت با منبع نور فرابنفش اسکن کرد و خواند. این بدان معنی است که افراد قادر به آن نیستند که بگویند یا متوجه شوند که یک پیام مخفی توسط شخصی ثالث دیده شده.